# Dever Orgill
Dever Akeem Orgill, né le 8 mars 1990 à Port Antonio, est un footballeur international jamaïcain. Il évolue au poste d'attaquant avec le club turc du Manisa FK.

## Biographie

### En club
Dever Orgill joue au Canada, en Jamaïque, en Finlande, en Autriche et en Turquie.
Il dispute notamment 80 matchs en Veikkausliiga, inscrivant 29 buts. Il marque 12 buts dans ce championnat en 2016, avec notamment deux doublés.

### En équipe nationale
Il reçoit sa première sélection en équipe de Jamaïque le 10 octobre 2010, en amical contre Trinité-et-Tobago (victoire 1-0).
En 2011, 2012, 2013 et 2014, il est absent de la sélection.
De retour en sélection en 2015, il participe aux éliminatoires du mondial 2018 (cinq matchs joués). Il dispute également la Copa América Centenario organisée aux États-Unis (deux matchs joués).
En 2019, il participe à la Gold Cup. Lors de cette compétition, il inscrit un doublé contre le Honduras.

## Palmarès
En club
 Whitecaps
- USL
  - Vainqueur : 2008

 IFK Mariehamn
- Veikkausliiga
  - Vainqueur : 2016

- Coupe de Finlande
  - Vainqueur : 2015